# Badulla
Badulla (szingaléz: බදුල්ල, tamil: பதுளை) város Srí Lanka területén, Colombótól közúton kb. 200–220 km-re keletre. Uva tartomány székhelye. Lakossága közel 48 ezer fő volt 2011-ben.
A festői környezetben, hegyláncok között elterülő város üdülőhelyként ismert.

## Fő látnivalók
- Muthiyangana Raja Maha Vihara. Ősi buddhista templom
- Dunhinda Falls. 64 méter magas vízesés, 5 km-re északra a várostól
- Dhowa rock temple. 2000 éves sziklatemplom
- Bogoda Wooden Bridge. Több mint 400 éves fahíd 13 km-re délre a várostól, Hali-ela település mellett.
- Demodara Railway Station (vasútállomás) Ella és Udoowara vasútállomások között

## Fordítás
- Ez a szócikk részben vagy egészben  a   Badulla című angol Wikipédia-szócikk fordításán alapul.  Az eredeti cikk szerkesztőit annak laptörténete sorolja fel. Ez a jelzés csupán a megfogalmazás eredetét és a szerzői jogokat jelzi, nem szolgál a cikkben szereplő információk forrásmegjelöléseként.